# Mammuthus creticus
Mammuthus creticus – gatunek karłowatego mamuta zamieszkującego Kretę w epoce plejstocenu. Był najmniejszy ze wszystkich znanych dotychczas gatunków karłowatych mamutów.

## Historia odkryć i systematyka
Pierwsze pojedyncze kopalne ślady istnienia gatunku zostały po raz pierwszy odkryte w 1904 roku przez brytyjską paleontolog Dorothy Bate na wybrzeżu przylądku Malekas na Krecie. Eksponaty te są obecnie w posiadaniu Muzeum Historii Naturalnej w Londynie. Bate określiła gatunek w 1907 roku jako Elephas creticus. Przez wiele lat naukowcy nie byli pewni do którego rodzaju powinien zostać zaliczony.  W tym regionie w epoce plejstocenu żyły tylko dwa rodzaje słoniowatych: Palaeoloxodon oraz mamut. Naukowcy znali fakty karłowacenia potomków gatunku Palaeoloxodon antiquus i najczęściej utożsamiali znalezione skamieniałości z tym gatunkiem. Za przynależnością gatunku do mamutów przemawiała jednak analiza biogeograficzna. Tę tezę potwierdzały wykonane później badania filogenetyczne. W ostatecznym rozstrzygnięciu pomogła analiza morfologiczna dobrze zachowanych części szkieletów (w tym uzębienia) odnalezionych przez paleontologów na Krecie w 2011 roku. Odkryte zostały w tym samym rejonie wyspy, w którym przed wiekiem odnalazła pierwsze ślady Bate. Obecne znalezisko było zlokalizowane w klifie przylądku Malekas, na poziomie około 20–30 m nad obecnym poziomem morza. Badania wykazały, że zarówno szczątki znalezione przez Bate, jak i obecnie odkryte należały do gatunku, który jednoznacznie należy sklasyfikować w rodzaju Mammuthus. Określono także, że Mammuthus creticus był najprawdopodobniej skarłowaciałym gatunkiem pochodzącym od żyjących we wczesnym plejstocenie Mammuthus meridionalis lub od żyjących w późnym pliocenie Mammuthus rumanus.

## Morfologia
Karłowacenie prehistorycznych gatunków należących do słoniowatych żyjących na śródziemnomorskich wyspach jest zjawiskiem dobrze znanym naukowcom. Szereg innych gatunków ssaków również ulegał karłowaceniu wyspowemu. Niemal wszystkie skarłowaciałe gatunki słoniowatych pochodziły od żyjącego na kontynencie Palaeoloxodon antiquus. Jedynym znanym dotychczas wyjątkiem był Mammuthus lamarmorai żyjący na Sardynii. Mechanizm i przyczyny karłowacenia nie zostały dotychczas odkryte. Jedna z hipotez głosi, że w warunkach niedoboru pożywienia preferowane są osobniki mniejsze, a na wyspach nie są one eliminowane przez drapieżniki, gdyż często na tych wyspach ich brak. W ten sposób brak jest presji doboru naturalnego na utrzymanie dużych rozmiarów ciała. M. creticus  miał wielkość porównywalną z karłowatymi gatunkami z rodzaju Palaeoloxodon znanymi z Sycylii i Malty, ale był mniejszy od wszystkich znanych dotychczas karłowatych mamutów. Jego masa ciała wynosiła około 310 kg. W kłębie miał wysokość około 1,13 m (podczas gdy sycylijskie karłowate trąbowce miały 90 cm wysokości).